# 1er mars en sport
1er février 1er avril
Chronologies thématiques
- Croisades
- Ferroviaires
- Disney

Le 1er mars (60e jour de l'année ou le 61e en cas d'année bissextile) en sport.

## Événements

### XIXesiècle
- 1884 :
  - (Football) : incidents à l'occasion de la demi-finale de FA Cup Blackburn Rovers - Notts County FC disputée à Birmingham. Les spectateurs locaux, supporters d'Aston Villa Football Club, règlent leurs comptes avec les rivaux de Notts County FC : jets de projectiles, insultes…
  - (Rugby à XV / Tournoi britannique) : l'Angleterre remporte son dernier match au Rectory Field à Blackheath contre l'Écosse sur le score de 1 à 0[1]. Les Anglais obtiennent une seconde Triple Couronne et remportent la deuxième édition du Tournoi.
- 1890 :
  - (Rugby à XV / Tournoi britannique) : l'Écosse s'incline 0 à 1[2] à Raeburn Place, Édimbourg, face à l'Angleterre ; l'Irlande et le pays de Galles font match nul 1 à 1[3] au stade de Lansdowne Road à Dublin.

### XXesièclede1901à1950
- 1936 :
  - (Sport automobile) : Grand Prix de Pau, remporté par Philippe Étancelin.

### XXesièclede1951à2000
- 1957 :
  - (Patinage artistique) : l'Américaine Carol Heiss, âgée de 17 ans, devient championne du monde de patinage artistique.
- 1969 :
  - (Formule 1) : Grand Prix automobile d'Afrique du Sud.
- 1975 :
  - (Formule 1) : Grand Prix automobile d'Afrique du Sud.
- 1992 :
  - (Formule 1) : Grand Prix automobile d'Afrique du Sud.

### XXIesiècle
- 2003 :
  - (Nautisme) : les Suisses d'Alinghi remportent la Coupe de l'America.

## Naissances

### XIXesiècle
- 1855 :
  - George Ramsay, footballeur puis entraîneur écossais. († 7 octobre 1935).
- 1868 :
  - Achille Paroche, tireur français. Champion olympique de la rifle d'ordonnance 300 m, couché, médaillé d'argent du 50 m pistolet 60 coups, du 50 m pistolet d'ordonnance par équipes, médaillé de bronze du rifle libre par équipes aux Jeux de Paris 1900 puis médaillé d'argent de la carabine libre couché à 3000 m par équipes aux Jeux d'Anvers 1920. († 27 mai 1933).
- 1876 :
  - Henri de Baillet-Latour, dirigeant sportif belge. Président du CIO de 1925 à 1942. († 6 janvier 1942).
- 1883 :
  - Arthur Pasquier, cycliste sur route français. († 7 décembre 1963).

### XXesièclede1901à1950
- 1912 :
  - Mario Genta, footballeur puis entraîneur italien. Champion du monde de football 1938. (2 sélections en équipe d'Italie). († 9 janvier 1993).
- 1913 :
  - Hans Schwartz, footballeur allemand. (2 sélections en équipe d'Allemagne). († 31 mai 1991).
- 1914 :
  - Viljo Heino, athlète de fond finlandais. Champion d'Europe d'athlétisme du 10 000 m 1946. Détenteur du Record du monde du 5 000 m du 25 août 1944 au 11 juin 1949 et du 1er septembre 1949 au 22 octobre 1949. († 15 septembre 1998).
- 1918 :
  - Duncan White, athlète cinghalais. Médaillé d'argent du 400 m haies lors des Jeux de 1948 à Londres. († 3 juillet 1998).
- 1920 :
  - Max Bentley, hockeyeur sur glace puis entraîneur canadien. († 19 janvier 1984).
  - Yvan Quenin, basketteur puis dirigeant sportif français. Médaillé d'argent aux Jeux de Londres 1948. (6 sélections en équipe de France). († juillet 2009).
- 1921 :
  - James Delaney, athlète de lancers américain. Médaillé d'argent du lancer de poids aux Jeux de Londres 1948. († 2 avril 2012).
- 1925 :
  - Zenny de Azevedo, basketteur brésilien. Médaillé de bronze aux Jeux de Londres 1948 puis aux Jeux de Rome 1960. Champion du monde masculin de basket-ball 1959. (88 sélections en équipe du Brésil). († 10 mars 2001).
- 1926 :
  - Allan Stanley, hockeyeur sur glace canadien. († 18 octobre 2013).
- 1930 :
  - Gastone Nencini, cycliste sur route italien. Vainqueur du Tour d'Italie 1957 et du Tour de France 1960. († 1er février 1980).
- 1935 :
  - Yola Ramírez, joueuse de tennis mexicaine. († 9 mars 2025).
- 1943 :
  - José Ángel Iribar, footballeur puis entraîneur espagnol. Champion d'Europe de football 1964. (49 sélections en équipe d'Espagne).
  - Ben Jipcho, athlète de steeple et de demi-fond kényan. Médaillé d'argent du 3 000m steeple aux Jeux de Munich 1972.  († 24 juillet 2020).
- 1945 : 
  - Wilfried Van Moer, footballeur puis entraîneur belge. (57 sélections en équipe de Belgique). Sélectionneur de l'équipe de Belgique en 1996(† 24 août 2021).
- 1946 :
  - Jan Kodeš, joueur de tennis tchécoslovaque puis tchèque. Vainqueur des tournois de Roland Garros 1970 et 1971, du Tournoi de Wimbledon 1973 puis de la Coupe Davis 1980.
- 1947 :
  - Jacques Carette, athlète de sprint français. Médaillé de bronze du relais 4 × 400 m aux Jeux de Munich 1972. Champion d'Europe d'athlétisme du relais 4 × 400 m 1969.

### XXesièclede1951à2000
- 1951 :
  - Jocelyn Guevremont, hockeyeur sur glace canadien.
  - Wolfgang Hanisch, athlète de lancer est-allemand puis allemand. Médaillé de bronze du javelot aux Jeux de Moscou 1980.
  - Birger Jensen, footballeur danois. (19 sélections en équipe du Danemark).
  - Iouri Lebedev, hockeyeur sur glace soviétique puis russe. Médaillé d'argent aux Jeux de Lake Placid 1980. Champion du monde de hockey sur glace 1973, 1974, 1975, 1978, 1979 et 1981.
- 1952 :
  - Martin O'Neill, footballeur puis entraîneur nord-irlandais. (64 sélections en équipe d'Irlande du Nord). Sélectionneur de l'équipe d'Irlande depuis 2013.
- 1953 :
  - Rolf Danneberg, athlète de lancers allemand. Champion olympique du disque aux Jeux de Los Angeles 1984 puis médaillé de bronze du disque aux Jeux de Séoul 1988.
- 1954 :
  - Katsuko Kanesaka, volleyeuse japonaise. Championne olympique aux Jeux de Montréal 1976. Championne du monde de volley-ball féminin 1974.
- 1955 :
  - Claudio Corti, cycliste sur route puis directeur sportif italien.
- 1961 :
  - Michel Galarneau, hockeyeur sur glace franco-canadien.
- 1962 :
  - Ni Amorim, pilote de courses automobile portugais.
  - Russell Coutts, navigateur néo-zélandais. Champion olympique du finn aux Jeux de Los Angeles 1984. Vainqueur des Coupe de l'America 2000, 2003, 2007, 2010 et 2013.
  - Mark Gardner, joueur de baseball américain.
- 1963 :
  - Ron Francis, hockeyeur sur glace puis dirigeant sportif canadien. Dirigeant des Hurricanes de la Caroline de 2014 à 2018 et des Kraken de Seattle depuis 2019.
- 1964 :
  - Patrick Foliot, hockeyeur sur glace français.
  - Paul Le Guen, footballeur puis entraîneur français. Vainqueur de la Coupe d'Europe des vainqueurs de coupe de football 1996. (17 sélections en équipe de France). Sélectionneur de l'équipe du Cameroun de 2009 à 2010 et de l'équipe d'Oman de 2011 à 2015.
- 1967 :
  - Yelena Afanasyeva, athlète de demi-fond russe. Championne d'Europe d'athlétisme du 800 m 1998.
  - Simon Kemboi, athlète de sprint kényan.
- 1968 :
  - Camelia Macoviciuc-Mihalcea, rameuse roumaine. Championne olympique du deux de couple poids léger aux Jeux d'Atlanta 1996.
- 1970 :
  - Yolanda Griffith, basketteuse américaine. Championne olympique aux Jeux d'Atlanta 2000 puis aux Jeux d'Athènes 2004. (153 sélections en équipe des États-Unis).
- 1971 :
  - Allen Johnson, athlète de haies américain. Champion olympique du 110 m haies aux Jeux d'Atlanta 1996. Champion du monde d'athlétisme du 110 m haies 1995, 1997, 2001 et 2003.
  - Dick Norman, joueur de tennis belge.
- 1973 :
  - Ryō Michigami, pilote de courses automobile japonais.
  - Chris Webber, basketteur américain.
- 1975 :
  - Pablo Lemoine, joueur de rugby puis entraîneur uruguayen. (49 sélections en équipe d'Uruguay). Sélectionneur de l'équipe d'Uruguay de 2012 à 2015.
- 1976 :
  - Andrew Kirkaldy, pilote de courses automobile britannique.
  - Valerio Vermiglio, volleyeur italien. Médaillé d'argent aux Jeux d'Athènes 2004. Champion d'Europe de volley-ball 2003 et 2005. Vainqueur de la Coupe des champions de volley-ball 1995, 2006 et 2012, de la Challenge Cup 2003. (308 sélections en équipe d'Italie).
- 1977 :
  - Rens Blom, athlète de saut néerlandais. Champion du monde d'athlétisme de saut à la perche 2005
  - Loïc Le Marrec, volleyeur français. (140 sélections en équipe de France).
- 1978 :
  - Stefan Nimke, cycliste sur piste allemand. Médaillé d'argent du kilomètre aux Jeux de Sydney 2000 puis champion olympique de la vitesse par équipes et médaillé de bronze du kilomètre aux Jeux d'Athènes 2004 et médaillé de bronze de la vitesse par équipes aux Jeux de Pékin 2008. Champion du monde de cyclisme sur piste du kilomètre 2003, 2009 et 2012, champion du monde de cyclisme sur piste de la vitesse par équipes 2010 puis champion du monde de cyclisme sur piste de la vitesse par équipes et du kilomètre 2011.
- 1979 :
  - Bruno Langlois, cycliste sur route canadien.
  - Magüi Serna, joueuse de tennis espagnole.
- 1980 :
  - Shahid Afridi, joueur de cricket pakistanais. (27 sélections en test cricket).
  - Rhys Griffiths, footballeur gallois.
  - Djimi Traoré, footballeur franco-malien. Vainqueur de la Ligue des champions 2005. (6 sélections avec l'équipe du Mali).
- 1981 :
  - Alexandre Guyader, véliplanchiste français.
- 1982 :
  - Christian Müller, cycliste sur route allemand.
  - Leryn Franco, athlète de lancers de javelot paraguayenne.
- 1983 :
  - Daniel Carvalho, footballeur brésilien. Vainqueur de la Coupe UEFA 2005. (12 sélections en équipe du Brésil).
- 1984 :
  - Shaun Hegarty, joueur de rugby à XV et joueur de rugby à sept français.
  - Alexander Steen, hockeyeur sur glace canado-suédois. Médaillé d'argent aux Jeux de Sotchi 2014.
- 1985 :
  - Andreas Ottl, footballeur allemand.
  - Sandra Rabier, joueuse de rugby à XV française. Victorieuse du Grand Chelem 2014. (67 sélections en équipe de France).
- 1986 :
  - Ayumu Goromaru, joueur de rugby à XV japonais. Vainqueur du Pacific Nations Cup en 2014. (56 sélections en équipe du Japon).
- 1987 :
  - Olivier Kolb, basketteur français.
- 1988 :
  - Nolan Roux, footballeur français.
  - Jarvis Varnado, basketteur américain.
- 1989 :
  - Fawziya Abdoulkarim, volleyeuse camerounaise. Championne d'Afrique féminin de volley-ball 2017 et 2019. (17 sélections en équipe du Cameroun).
  - Mert Günok, footballeur turc. (21 sélections en équipe de Turquie).
  - Espen Lie Hansen, handballeur norvégien. (159 sélections en équipe de Norvège).
  - Alexis Wangmene, basketteur camerounais.
- 1991 :
  - Rubén Fernández Andújar, cycliste sur route espagnol.
  - Mathias Autret, footballeur français.
- 1992 :
  - Édouard Mendy, footballeur franco-sénégalais. (5 sélections avec l'équipe du Sénégal).
  - Dylan Teuns, cycliste sur route belge.
- 1993 :
  - Juan Bernat, footballeur espagnol. (11 sélections en équipe d'Espagne).
  - Carraça, footballeur portugais.
  - Zinedine Ferhat, footballeur algérien. (12 sélections en équipe d'Algérie).
  - Josh McEachran, footballeur anglais.
  - Grace Moloney, footballeuse irlandaise. (6 sélections en équipe de république d'Irlande).
  - Victor Rask, hockeyeur sur glace suédois.
  - Jordan Veretout, footballeur français. Vainqueur de la Ligue des nations 2021. (4 sélections en équipe de France).
- 1994 :
  - Beau Beech, basketteur américain.
- 1995 :
  - Benjamin Jullien, joueur de rugby à XIII français. (9 sélections en équipe de France).
- 1996 :
  - Rob Irimescu, joueur de rugby à XV roumain. (5 sélections en équipe de Roumanie).
  - Julia Taubitz, lugeuse allemande. Championne du monde de luge du relais mixte par équipe 2020 puis du simple et du sprint 2021.
- 2000 :
  - Fletcher Newell, joueur de rugby à XV néo-zélandais. (12 sélections en équipe de Nouvelle-Zélande).

### XXIesiècle
- 2001 :
  - Agon Elezi, footballeur macédonien. (8 sélections en équipe de Macédoine du Nord).
- 2002 :
  - Dion Drena Beljo, footballeur croate. (2 sélections en équipe de Croatie).
- 2003 :
  - William Bøving, footballeur danois.
- 2004 :
  - Ambre Mwayembe, joueuse de rugby à XV française. (6 sélections en équipe de France).
  - Hampus Skoglund, footballeur suédois.
  - Clayton Taylor, footballeur australien.
- 2006 :
  - Daníel Guðjohnsen, footballeur islandais.
- 2007 :
  - Claire Weinstein, nageuse américaine. Championne du monde de natation du relais 4 × 200 m nage libre 2022.

## Décès

### XXesièclede1901à1950
- 1924 :
  - Louis Perrée, 52 ans, épéiste français. Médaillé d'argent en individuel aux Jeux de Paris 1900. (° 25 mars 1871).
- 1941 :
  - Lucien Mérignac, 67 ans, fleurettiste français. Champion olympique du fleuret maître d'armes aux Jeux de Paris 1900. (° 5 octobre 1873).

### XXesièclede1951à2000
- 1962 :
  - Fred Pagnam, 70 ans, footballeur anglais. (14 sélections en équipe nationale). (° 4 septembre 1891).
- 1967 :
  - Toine van Renterghem, 81 ans, footballeur néerlandais. Médaillé de bronze aux Jeux de Londres 1908. (3 sélections en équipe nationale). (° 17 avril 1885).
- 1984 :
  - Peter Walker, 71 ans, pilote de courses automobile britannique. Vainqueur des 24 Heures du Mans 1951. (° 7 octobre 1912).
- 1987 :
  - Wolfgang Seidel, 60 ans, pilote de courses automobile américain. (° 4 juillet 1926).
- 1990 :
  - Max Bulla, 84 ans, cycliste sur route autrichien. Vainqueur du Tour de Suisse 1933. (° 26 septembre 1905).

### XXIesiècle
- 2005 :
  - Brian Luckhurst, 66 ans, joueur de cricket anglais. (21 sélections en test cricket). (° 5 février 1939).
- 2007 :
  - Manuel Bento, 58 ans, footballeur portugais. (63 sélections en équipe nationale). (° 25 juin 1948).
- 2011 :
  - Ion Monea, 70 ans, boxeur roumain. Médaillé de bronze des -75 kg aux Jeux de Rome 1960 puis médaillé d'argent des -81 kg aux Jeux de Mexico 1968. (° 30 novembre 1940).